# Polyvinylbutyral
Polyvinylbutyral (PVB) ist ein Kunststoff aus der Gruppe der Polyvinylacetale. PVB wird vor allem als Schmelzklebstoff in Form von Zwischenfolien für Verbund-Sicherheitsglas verwendet.

## Herstellung
PVB wird aus Polyvinylalkohol durch Acetalisierung mit Butanal hergestellt, im unten abgebildeten Polymerausschnitt mit einem Acetalisierungsgrad von 75 %:
Dabei ist maximal eine Funktionalisierung von etwa 80 % erreichbar. Da Polyvinylalkohol durch Hydrolyse von Polyvinylacetat hergestellt wird, enthält technisches PVB auch noch Acetylgruppen (mindestens ca. 2 %).

## Eigenschaften
Polyvinylbutyrale mit niedrigem Acetalisierungsgrad sind wasserlöslich, hoch acetalisierte Harze lösen sich in Alkoholen. PVB-Harze mit einem höheren Anteil an Acetylgruppen sind auch in Aromaten löslich. Beim Einsatz als Zwischenschicht zwischen Glasscheiben ist keine komplette Funktionalisierung erwünscht, da die freien OH-Gruppen eine bessere Bindung zum Glas ermöglichen.

## Verwendung
So wird PVB unter anderem als Zwischenschicht zwischen den Glasscheiben von Windschutzscheiben eingesetzt, da es sich durch eine splitterbindende Wirkung und hohe Reißfestigkeit auszeichnet.
Weiterhin werden PVB-Harze als Bindemittel eingesetzt, z. B. in  Druckfarben, Korrosionsschutzprimern, Kunststoff- und Holzlacken, Verpackungslacken und Pigmentpräparationen. Außerdem finden sie Verwendung als temporäre Bindemittel für Keramiken, da sie bei Temperaturen oberhalb 500 °C rückstandsfrei verbrennen.

## Handelsnamen
- PVB: Butvar, Mowital, Pioloform
- PVB-Folien: BUTACITE, SAFLEX, S-Lec, TROSIFOL, EVERLAM